# Кері Малліс
Кері Бенкс Малліс (англ. Kary Banks Mullis; 28 грудня 1944, Леноїр, США — 7 серпня 2019, Ньюпорт-Біч) — американський біохімік, лавреат Нобелівської премії з хімії 1993 року, яку він розділив з Майклом Смітом.

## Біографія і наукова робота
Кері Малліс народився в містечку Леноір в Північній Кароліні 28 грудня 1944 року в сім'ї фермера і провів дитинство в місті Колумбія (Південна Кароліна). Саме життя в сільській місцевості пробудила його ранній інтерес до біології. Малліс закінчив Технологічний інститут Джорджії в 1966 році і захистив дисертацію з біохімії в Університеті Каліфорнії в Берклі в 1972 році, де він вивчав структуру і синтез білка.
Після дисертації Малліс тимчасово пішов з науки. Він писав фантастику, але незабаром повернувся в біохімію і провів 2 роки у школі медицини Канзаського університету, а потім перейшов в біотехнологічну корпорацію Cetus. Працюючи в компанії, Малліс розробив метод полімеразної ланцюгової реакції, здійснивши тим самим революцію в молекулярній біології і медицині. У 1993 році він отримав за це Нобелівську премію з хімії.

## Особисті погляди
Малліс відрізняється неординарними і суперечливими поглядами на багато наукових проблем. У своїй біографії, виданій в 1998 році він висловив незгоду з науковими спостереженнями про зміну клімату, виснаження озонового шару і зв'язком між вірусом ВІЛ та СНІДом. він пояснював це змовою між екологами, урядами і вченими, які, на його думку, такими методами намагаються просунути свої кар'єри і заробити гроші. У книзі він заявив також, що вірить в астрологію.
За свідченням Джона Мартіна (John F. Martin), президента Європейського Товариства Клінічних Досліджень (the European Society for Clinical Investigation) у 1990-ті роки, головуючого на 28-й конференції цього товариства в Толедо, куди був запрошений Малліс, виступ Малліса з проблеми ВІЛ ні за загальним стилем, ні за науковим змістом не відповідав рівню одного з провідних учених й, більше того, міг спричинити руйнівний вплив на молодих вчених. За заявою самого Малліса, він сфальсифікував низку даних, щоб вони виглядали більш переконливо.